# Litani (Libanon)

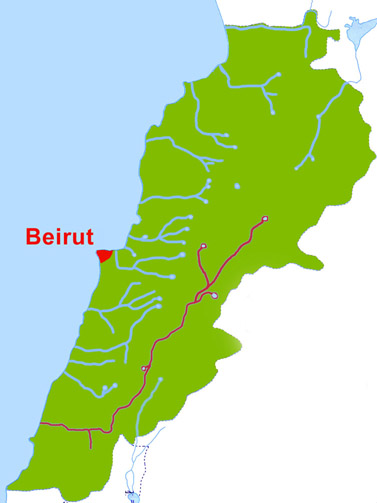
De Litani in rood en de andere rivieren van Libanon

De Litani (Arabisch: نهر الليطاني, Nahr al-Līṭānī) is een rivier in Libanon. De bron van de rivier is in de Bekavallei en de monding is ten noorden van de havenstad Tyrus. De lengte van de rivier is 140 km en daarmee is het de langste rivier van het land.
Het is een belangrijke bron van water in Zuid-Libanon.
Bij de onderhandelingen over het Protocol van Sèvres in 1956 tijdens de Suezcrisis deed de Israëlische premier bij Frankrijk en Engeland enkele annexatievoorstellen, waaronder het plan om Israëls noordgrens op te schuiven tot de Litani.
- Bibliothèque nationale de France: cb12491492t (data)
- Gemeinsame Normdatei: 4408999-5
- Nationale Bibliotheek van Israël: 987007528056005171
- Système universitaire de documentation: 03412523X
- Virtual International Authority File: 316747236
- WorldCat: E39QbtfRF4r3cDmv3hrXHWdRfY